# Alice i Eventyrland (film fra 1999)
 For alternative betydninger, se Alice i Eventyrland (flertydig). (Se også artikler, som begynder med Alice i Eventyrland)
Alice i Eventyrland (originaltitel Alice in Wonderland) er en tysk, amerikansk og britisk adventure-film baseret på Lewis Carrolls børnebogsklassiker Alice i Eventyrland. Filmen er instrueret af Nick Willing og udkom i 1999.

## Plot
Filmen følger historien i bogen nøje, bortset fra at der er tilføjet nogle scener fra Gennem spejlet. Det ændrer også scener fra den virkelige verden, hvor Alice og hendes søster sidder ved en flodbred til Alice i hendes soveværelse, som modvilligt praktisere sangen "Cherry Ripe", som hun forventes at udføre til en havefest. Takket været hendes sceneskræk, og en konstant nagende tillid til hendes musiklærer, løber Alice ud af huset og skjuler sig i skoven i nærheden, indtil festen er slut. Men et æble falder ned fra træet og synes at svæve ind i Alices ansigt. Hun er pludselig distraheret af en menneskelig størrelse Hvid Kanin (stemme af Richard Coombs) som kommer farende forbi. Nysgerrigt følger Alice den hvide kanin, der falder ned i hans kaninhul og ender i Eventyrland.
Alice rejser i hele Eventyrland, hvor hun møder en lang række af bizarre mennesker og udfordringer. Alice har først problemer med at holde sin egen størrelse, mens hun forsøger at gå gennem en lille dør, der fører til en smuk have, til sidst vokser hun massivt og oversvømmer rummet hun er i med sine tårer, før hun krymper til størrelsen af en mus. Hun møder Mr. Mouse (Ken Dodd) og hans venner, der deltager i en Caucus Race, hvor alle vinder. Alice møder den hvide kanin igen der leder hende til hans hus. Der kommer Alice på tværs af en flaske væske, der gør hende enorm og fanget i huset. Den hvide kanin og hans gartnere Pat (Jason Byrne) og Bill forsøg på at fjerne Alice ved at gå ned gennem skorstenen, men Alice krymper igen. Traverende i en skov, møder hun Major Caterpillar (Ben Kingsley), der rådgiver hende til ikke at være bange, før hun bliver omdanne til en sommerfugl. Alice vokser tilbage til normal størrelse ved at spise en del af en svamp. Hun rejser til en nærliggende herregård, hvor hun møder den musikalske Duchess (Elizabeth Spriggs), hendes baby, hendes peber-besat plade-kaste kok, og Cheshire Cat (Whoopi Goldberg). Barnet er tilbage i Alices pleje, men det bliver til en gris og er frigivet. Cheshire Cat rådgiver Alice til, at besøge den Gale Hattemager og hans venner haren og syvsoveren.
Hun møder trioen til et teselskab, modtager Alice givet mærkværdig råd om, hvordan man undgår slåskampe, kommer den Gale Hattemager (Martin Short) springende på bordet, og laver hans præstation, som han tidligere lavded ved en koncert ved Hjerterdronning. Alice forlader dem, når den Gale Hattemager og haren begynder at smadrer kopper og tallerkener. De forsøger også stoppe syvsoveren i en tepotte. Hun kommer på tværs af den lille dør og ved at bruge hendes intelligens, lykkes det at komme igennem det ind i haven, som er faktisk den labyrint der tilhører dronningen. Hjerterdronningen (Miranda Richardson) inviterer hende til et bizart spil kroket, men hendes kærlighed til kreperer mennesker irriterer Alice. Cheshire Cat hoved vises i himlen og er beordret til at blive henrettet, men ræsonnement fra Alice stopper dronningen. Hertuginden ankommer for at besvare kongens spørgsmålet om, hvem det Kattens ejer er, men katten er forsvundet. Alice forlader kroketspillet, møder Gryphon og den forlorne skildpadde (Gene Wilder). De to synger med Alice, lære hende hummerkvadrille og tilskynder hende. Alice vandrer så ind i et mørkere område i Eventyrland, møder en White Knight (Christopher Lloyd), der opmuntrer hende til at være modig og viser hende sin nyeste opfindelse.
Alice møder nogle blomster: en Tiger-Lilly, som er den mest fornuftige af dem alle, nogle roser, og nogle Daisies, der er slyngler. Under blomsterne hjælpe hende, Alice går væk. Alice møder Tweedledum (Robbie Coltrane) og Tweedledee (George Wendt), som laver nogle narrestreger med hende, før de kommer i en kamp over en droppet rangle. Alice tager derefter til det kongelige hof, hvor Slyngel af Hjerter er sat på prøve for tilsyneladende at stjæle dronningens tærter. Den Gale Hattemager og hans ledsagere vises som vidner, men han er anklaget for at stjæle en andens hat, og er anerkendt af dronningen for at synge ved hendes koncert, hvilket fik ham til at synge hans Twinkle Song. Alice kaldes derefter til standen, hvor hun bruger nogle svampestykker til at vokse til store højder. Hun ser marmeladetærterne er uberørte, og retssagen er meningsløs. Hun kritiserer åbent dronningen, kongen og Eventyrland. Den Hvide Kanin, som er til stede ved retten, afslører han bevidst lokkede Alice til Eventyrland at erobre hendes frygt. Han gør det ved først at spørge hende, om hun er selvsikker. Efter Alice svare ja, siger han at "så behøver du ikke os længere." Han sender hende hjem igen ved hjælp af den samme svævende æble, der bragte hende der ned i første omgang.
Ankommet hjem, synger Alice modigt foran hendes forældre og deres gæster, men i stedet for at synge Cherry Ripe, synger hun hummerkvadrille, som hun finder meget mere interessant. Publikum nyder hendes præstation og klapper. Alice ser Cheshire Cat i publikum, der smiler til hende i en periode af lykønskninger.